# テングガイ
テングガイ（天狗貝、学名:Chicoreus ramosus） とは、アクキガイ科(アッキガイ科)の巻貝の一種である。アクキガイ科中最大種で、大きいものは25cmまで成長する。

## 概要

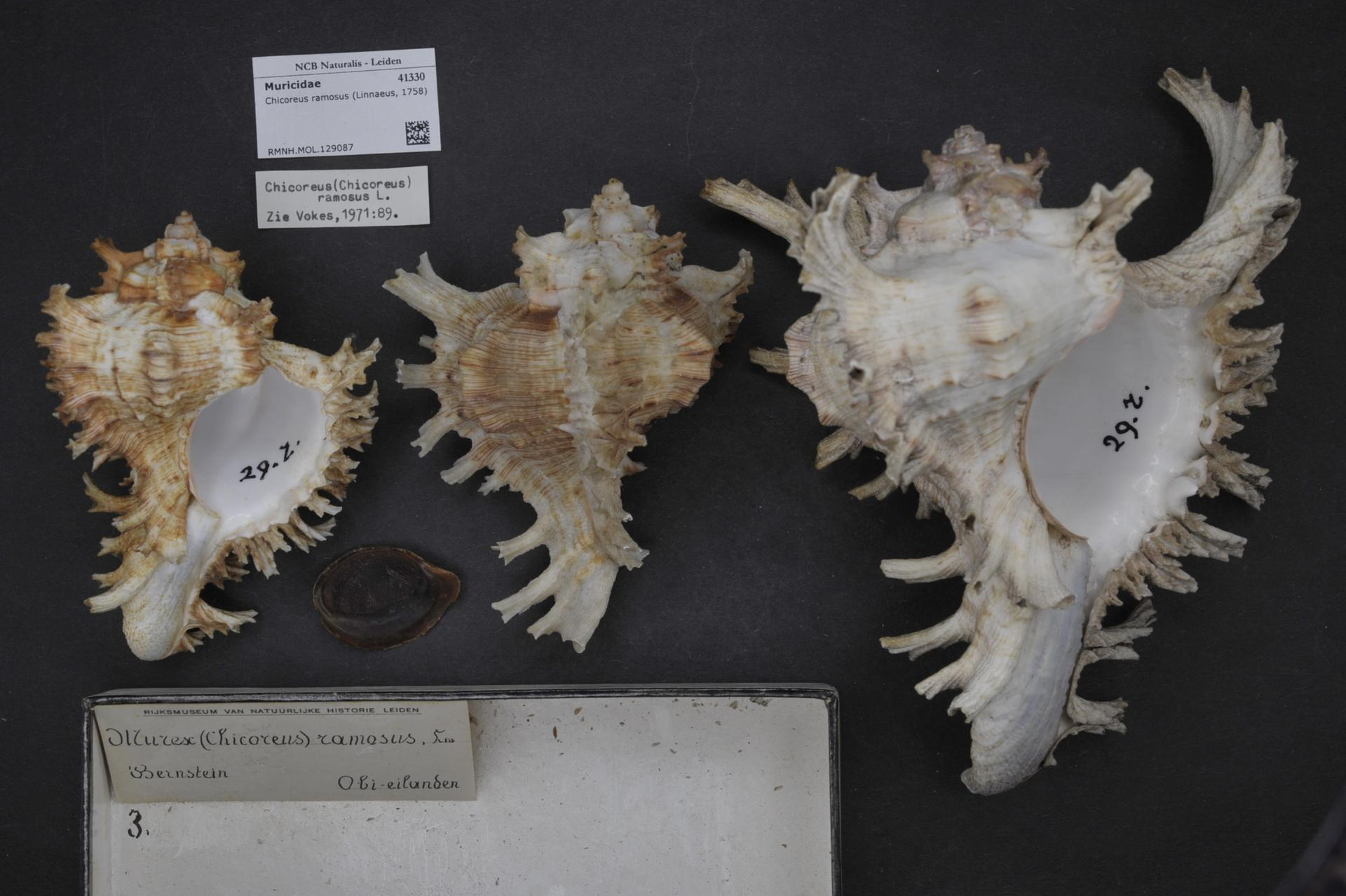
ナチュラリス生物多様性センター

同じ資料の別のビュー

インド太平洋、熱帯西太平洋、紀伊半島以南の浅瀬の岩礁域に棲息。カキやシャコガイなどの二枚貝などを捕らえて食べる。食用にする。珍しいものでもないが、大量に採れるものでもないので、地場の魚屋などにまれに並ぶ。味は癖もなくて美味だが、肉が硬い。おでんなどの煮込む料理に合う。貝殻は角が多く美しいので、装飾用にお土産屋で売られる。